# Кенжисарієв Еміль Рінатович
Еміль Рінатович Кенжисарієв (кирг. Эми́ль Рина́тович Кенжисари́ев, нар. 26 березня 1987, Кант) — киргизький та казахський футболіст, що грав на позиції захисника, зокрема за національну збірну Киргизстану.

## Клубна кар'єра
У дорослому футболі дебютував 2003 року виступами за команду клубу «Абдиш-Ата», в якій провів два сезони, взявши участь у 46 матчах чемпіонату. 
Згодом з 2005 по 2007 рік грав у складі казахських клубів «Цесна» та «Астана-1964».
Своєю грою за останню команду привернув увагу представників тренерського штабу клубу «Актобе», до складу якого приєднався 2008 року. Відіграв за команду з Актобе наступні чотири сезони своєї ігрової кар'єри. Більшість часу, проведеного у складі «Актобе», був основним гравцем захисту команди.
Частину 2012 року грав в Узбекистані, захищав кольори команди клубу «Буньодкор».
До складу клубу «Актобе» повернувся 2012 року, регулярно виходив на поле у його складі до отримання важких ушкоджень внаслідок побиття влітку 2013.

## Виступи за збірну
2004 року провів три гри у складі національної збірної Киргизстану. Граючи в Казахстані, отримав громадянство цієї країни аби не підпадати під обмеження на легіонерів. Згодом зацікавленість у Кенжисарієві висловлювали тренери збірної Казахстану, втім виступати за цю національну команду не міг, оскільки був заграний за киргизьку збірну. Право виступів за збірну Киргизстану втратив, змінивши громадянство на казахстанське.

## Побиття
У ніч з 10 на 11 серпня 2013 року Кенжисарієва було знайдено непритомним з важкими тілесними ужкодженнями на вулиці в Алмати. Футболіста було доправлено до однієї з лікарень міста, де впав у кому. За тиждень за підозрою в побитті гравця було затримано охоронця одного з місцевих караоке-клубів. Через отримані травми був змушений завершити ігрову кар'єру у 26-річному віці.

## Досягнення
- Чемпіон Казахстану (4):

«Астана-1964»: 2006
«Актобе»: 2008, 2009, 2013
- Володар Суперкубка Казахстану (2):

«Актобе»: 2008, 2010
- Володар Кубка Узбекистану (1):

«Буньодкор»: 2012